# Flying Circus (Band)
Flying Circus ist eine deutsche Rockband, die 1990 von Michael Dorp und Michael Rick im rheinischen Grevenbroich  gegründet wurde.

## Geschichte
Die Band hat seit ihrer Gründung insgesamt zehn Veröffentlichungen herausgebracht, zunächst die Alben Seasons (1997), Out of the Waste Land (2000), Pomp (2004) und Forth (2010). Anlässlich des gleichzeitig mit der Veröffentlichung des vierten Albums stattfindenden 20. Bandjubiläums wurde Forth auch in einer Deluxe-Edition mit der Bonus-CD Back herausgebracht, die Neueinspielungen von einigen bis zu diesem Zeitpunkt noch unveröffentlichter Frühwerke enthält. Michael Dorp, Michael Rick und Roger Weitz treten zudem als Classic-Rock-Trio Thin Crow auf.
Nachdem mit Ande Roderigo (2011) und Rüdiger Blömer (2012) zwei neue Musiker hinzugekommen waren, gab es 2013 mit der EP Ones and Zeros die erste Veröffentlichung in der aktuellen Besetzung. 2016 folgte das fünfte Flying-Circus-Album unter dem Titel Starlight Clearing, ein Konzeptwerk über eine fiktive Band aus den späten 1960er Jahren, sowie als Bonusmaterial dazu das Live-CD/DVD-Pack 25 Live anlässlich des 25-jährigen Bestehens und wurde am 22. November 2015 im Union Service Kino in Elsdorf aufgezeichnet.
Im März 2020 erschien mit 1968 ein weiteres Konzeptalbum, das zahlreiche historische Ereignisse dieses bedeutsamen Jahres in Musik umsetzt. Im Jahr 2021 wurde ein „Best of“-Album mit einem neuen Song und vielen Neuaufnahmen älterer Songs sowie einigen Remixen von Stücken der aktuellen Besetzung veröffentlicht und 2022 zum 25-jährigen Jubiläum des Debütalbums eine komplette Neu-Einspielung dieses Werks vorgelegt. Ein weiteres Live-Album (ebenfalls von 2022), das auf 1000 Exemplare limitiert war, wurde im selben Jahr  veröffentlicht.
Am 19. Januar 2023 wurde die limitierte Sammlerausgabe Live im Roten Krokodil bei einem Livekonzert in Mönchengladbach-Wickrath aufgezeichnet.
2023/2024 ging die Band auf „Doppeldeckertour“ zusammen mit Chandelier.

## Michael Dorp
Michael Dorp (* 16. November 1968) war lange Jahre in verschiedenen Tätigkeiten für die Mediengruppe RTL Deutschland tätig, bevor er 2016 als Digitalredakteur zur result GmbH wechselte. Neben seinem Engagement bei Flying Circus ist er seit dem Jahr 2000 Sänger der Led-Zeppelin-Tribute-Band, Mad Zeppelin aus Mainz, sowie zusammen mit seiner Ehefrau Virginia Lisken-Dorp (akustische Gitarre, Gesang) und Jo Lisken (Kistentrommel), Teil des Trio Summer of Love.

## Michael Rick
Michael Rick (* 26. November 1969) ist ein deutscher Soundtüftler & Rockgitarrist der gerne an seinen Instrumenten und Verstärkern tüftelt sowie sich bestens mit Effektgeräten, Tonabnehmern, Phasendrehung, elektrischen Widerständen und anderen Themen auskennt, die eigentlich nur Gitarristen interessieren. Dieses Wissen nutzt er allerdings auch, um auf der E-Gitarre einen wunderbaren Sound zu erzeugen, der seiner Aussage nach aus seinen Fingern kommt.

## Roger Weitz
Roger Weitz (* 10. Juli 1951) ist ein deutscher Bassist und der ruhende Pol in der Band. Er stellt sein Licht gern unter den Scheffel. Man braucht also nicht viel Aufhebens darum zu machen, dass er auch ein hervorragender Keyboarder und Mandolinenspieler ist und mit letzterem als Teenager sogar Wettbewerbe gewann.
Neben seinem Engagement bei Flying Circus war er zusammen mit Rüdiger Blömer bei Flageolett, außerdem bei Elleven tätig.

## Ande Roderigo
Ande Roderigo (* 31. März 1963) ist ein autodidaktischer Schlagzeuger und begann schon als Kind einfach damit, auf Gegenstände zu hauen und hörte erst damit auf, als er ein wahrhaft virtuoser Schlagzeuger war. Nebenbei war er in den unterschiedlichsten Projekten aktiv: Ob Kölner Indie-Band, Musik-Comedy-Spektakel Sankt Pank mit Knacki Deuser oder Beatles-Tribute-Band Hard Day’s Night sowie die Paul Fels Combo.

## Rüdiger Blömer
Rüdiger Blömer (* 15. November 1960) ist ein Geiger und schreibt Musik so schnell wie der Rest der Menschheit Einkaufslisten. Kein Wunder, er studierte nicht nur Komposition und Tonsatz, sondern auch Violine und Tasteninstrumente an der Hochschule für Musik und Tanz Köln, Abteilung Aachen. Zudem unterrichtet er und wird für seine Orchesterwerke regelmäßig mit Komponistenpreisen geehrt. Er ist ausgebildeter Tonmeister und damit ein hervorragender Klangzauberer. Neben seinem Engagement bei Flying Circus war er zusammen Roger Weitz bei Flageolett aktiv.